# Jacques Stoquart
Jacques Stoquart, né le 4 avril 1931, à Frameries (province de Hainaut) en Belgique et mort dans la nuit du premier au 2 mai 2018, est un scénariste de bande dessinée. Il utilise également le pseudonyme de Lemasque.

## Biographie
Jacques Stoquart naît le 4 avril 1931 à Frameries, dans le Borinage. Il est issu d'un père cordonnier et d'un mère ménagère. Il se destine à une carrière de dessinateur et il suit les cours d'arts décoratifs de l'Institut Saint-Luc à Mons. Devenu orphelin de père, il interrompt ses études et devance l'appel militaire afin d'avoir des rentrées pécuniaires. Après son service militaire, il est chef de publicité chez Ronéo et promeut des duplicateurs. Quatre ans plus tard, il se retrouve directeur du mensuel scout Plein Jeu. Parallèlement, il est chef scout et éducateur à mi-temps dans une maison des jeunes des Marolles, un quartier très populaire de Bruxelles, où il fait la rencontre de MiTacq. Ensuite, il est engagé par Georges Troisfontaines à la World's Creation où il travaille à mi-temps afin de poursuivre son travail d'animateur l'après-midi. Les années suivantes, il travaille pour différentes agences de publicité. Sa signature apparaît pour la première fois dans Spirou no 1681 en 1970 avec le conte L'Épopée du sauve-qui-peut. En 1971, il y écrit une nouvelle. L'appel de la bande dessinée se fait entendre et en 1973, Stoquart prend la relève d'André Beckers sur la série Stany Derval de MiTacq et écrit le récit teinté de fantastique Les Galops de l'enfer — qu'il a nourri d'un voyage en Irlande — pour Spirou et comme publicitaire, il change de régime en devenant indépendant.

### Tintin et Spirou
Sa rencontre avec Michel Greg en 1974 marque sa carrière de scénariste. Pour le journal de Tintin, il entame une collaboration avec René Follet pour lequel il écrit les scénarios de Ivan Zourine, un géologue qui parcourt la Russie au début du vingtième siècle, en quête d’aventure (deux albums chez Magic Strip en 1979) ainsi que ceux de Wen de 1974 à 1976 il va créer l'héroïne viking Rorika (1975 à 1977) pour Éric , et Ramiro pour William Vance. Une telle collaboration chez le concurrent de Spirou le contraint à se choisir le pseudonyme de Lemasque pour ses collaborations futures à ce journal. Pour Natacha de François Walthéry, il écrit ainsi un court récit Un tour de passe-passe en 1975, la même année, il reçoit avec Éric, à l'occasion de la cérémonie des prix Saint-Michel, le prix du CABD pour Wen, dont les différents chapitres seront compilés en albums au Lombard en 1983 et 1984.
Il livre le long récit Les Tombeaux de glace pour Stany Derval en 1976. Il collabore aussi à la série Steven Severijn (Steve Séverin, dans sa reprise partielle chez Glénat) que réalise Follet sur commande des Pays-Bas pour Eppo à partir de 1975.
En 1986, il succède à André-Paul Duchâteau sur la série Jean Valhardi pour laquelle il écrit pour le scénario du long récit Un gosse à abattre René Follet . Ce récit étant le dernier de cette série. Puis, il adapte deux récits policiers consacrés par John Flanders (Jean Ray) à l'adolescent Edmund Bell pour les éditions Claude Lefrancq en 1987-1988.
Stoquart scénarise également deux biographies édifiantes pour la dessinatrice Cécile Schmitz : L'Homme de Molokaï aux éditions Dargaud en 1988 qui reçoit le prix Coccinelle en 1989 en 1989, puis Nous n'irons pas à Jérusalem ou la vie d'Ignace de Loyola chez Hélyode en 1991) et il adapte d'après Isaac Asimov Les Poisons de Mars pour Éric Loutte chez Claude Lefrancq en 1992.
Il effectue son quatrième retour à la bande dessinée avec trois scénarios en douze planches : Jacques Fesch, Janusz Korzack et Dom Helder Camarra pour le magazine Grain de soleil des éditions Bayard.
MiTacq le mobilise pour finaliser certaines des idées qu'il souhaite développer dans La Patrouille des Castors et cela donnera les récits de L'Envers du décor, Souvenirs d'El Casino et La Pierre de foudre. Il participe même à l'ultime œuvre inachevée de son ami (Les Naufragés de la Marie-Jolie), dont le décès en 1994 lui ôte le goût de l'écriture.
Selon Henri Filippini, Jacques Stoquart est un scénariste original et inventif tout en pratiquant cette activité de manière secondaire et il constate dans l'article qu'il consacre à sa disparition qu'il fait partie des scénaristes belges qui a largement contribué à l’histoire de l’âge d’or des hebdomadaires belges Spirou et Tintin.

## Œuvres
Jacques Stoquart a écrit des scénarios de bandes dessinées pour Mitacq (Stany Derval), René Follet (Ivan Zourine, L'Iliade, Jean Valhardi, Steve Severin), William Vance (Ramiro), Cécile Schmitz (L'Homme de Molokaï et Nous n'irons plus à Jérusalem), entre autres.
Sous le pseudonyme de Lemasque, il écrit le scénario d'Un tour de passe-passe, la dixième histoire de la série Natacha.

## Séries réalisées

### Collectifs
- Le Trombone illustré[34], Dupuis, Marcinelle, 3e trimestre 1980
Scénario : collectif dont Jacques Stoquart - Dessin : collectif - Couleurs : quadrichromie,Réédition augmentée en 2009  (ISBN 978-2-8001-4279-1)

## Distinctions
- 1975 :  prix du CABD avec Éric pour Wen[7] ;
- 1989 :  prix Coccinelle avec Cécile Schmitz pour L'Homme de Moloka'i[11].

#### Livres
: document utilisé comme source pour la rédaction de cet article.
- Henri Filippini, Dictionnaire de la bande dessinée, Paris, Bordas, 1989, 731 p., ill. ; 27 cm (ISBN 2-04-018455-4, OCLC 1244909550, BNF 35065653, présentation en ligne), p. 171, 368, 436, 677, 678.
- Jean-Louis Lechat, Un demi-siècle d’aventures t. 2 : 1970 - 1996, Bruxelles, Le Lombard, 5 décembre 1996, 224 p., ill. ; 31 cm (ISBN 280361233X, OCLC 37995939, BNF 37539082, présentation en ligne), p. 33, 34, 47, 51. .
- Jean Pirotte (dir.) et Luc Courtois, Du régional à l'universel. : L'imaginaire wallon dans la bande dessinée., Louvain-la-Neuve, Fondation wallonne Pierre-Marie et Jean-François Humblet, 1999, 310 p. (ISBN 978-2-9600072-3-7 et 2960007239, OCLC 1075833932), p. 251 lire sur Google Livres
- Marie Moinard, Jacques Stoquart - Sur les pas d'un scénariste, Vincennes, Des ronds dans l'O, septembre 2008, 112 p., ill. ; 24 cm (ISBN 9782917237021, OCLC 470722679, présentation en ligne)
- Philippe Mellot, Michel Denni, Laurent Turpin et Isabelle Morzadec, Trésors de la bande dessinée : BDM 2021-2022 - Catalogue encyclopédique et Argus, Paris, Les Arènes, novembre 2020, 22e éd., 1700 p., ill. ; 23 cm (ISBN 9791037502582, OCLC 1240308146, présentation en ligne), p. 374, 537, 551, 554, 894, 945, 1069, 1076, 1224, 1272, 1307. .

#### Articles
- Nicolas Anspach, « Sur les traces d’un scénariste inconnu : Jacques Stoquart », ActuaBD,‎ 31 août 2008 (lire en ligne, consulté le 9 octobre 2022)
- Henri Filippini, « Jacques Stoquart : disparition d’un scénariste attachant… », BDzoom,‎ 4 mai 2018 (lire en ligne, consulté le 9 octobre 2022).